# Kesanje (film, 1987)
Kesanje (gruzinsko მონანიება, latinizirano: Monanieba translit. Monanieba, rusko Покаяние translit. Pokajanije) je sovjetski umetniški komični film iz leta 1987, ki ga je režiral Tengiz Abuladze. Film je bil končan že leta 1984, toda zaradi pol-alegorične kritike stalinizma je bil po le enem predvajanju prepovedan, po omehčanju režima v času Mihaila Gorbačova pa so ga predvajali po celi državi in ga tudi poslali na tuje filmske festivale. V glavni vlogi nastopa Avtandil Maharadze kot Varlam Aravidze. Po njegovem pogrebu se na vrtu pokojnikovega sina začne pojavljati njegovo truplo. Policija aretira Ketevan Barateli (Zeinab Bocvadze), ki svoje početje obrazloži s tem, da si Varlam ne zasluži pokopa, ker da je odgovoren za stalinistični režim strahu in izginotje več njenih prijateljev.
Film je bil premierno prikazan maja 1987 na Filmskem festivalu v Cannesu, kjer je bil nominiran za zlato palmo, osvojil pa je veliko nagrado žirije ter nagradi Mednarodnega združenja filmskih kritikov in ekumenske žirije. Izbran je bil za sovjetskega kandidata za oskarja za najboljši tujejezični film na 60. podelitvi oskarjev, toda ni prišel v ožji izbor. Nominiran je bil za zlati globus za najboljši tujejezični film, na Mednarodnem filmskem festivalu v Chicagu pa je osvojil nagrado za najboljšega igralca (Maharadze). Osvojil je tudi sovjetske nagrade Nika za najboljši film, igralca (Maharadze), režijo, fotografijo, scenografijo in scenarij.

## Vloge
- Avtandil Maharadze kot Varlam Aravidze in Abel Aravidze v srednjih letih
- Dato Kemhadze kot mladi Abel Aravidze
- Ia Ninidze kot Guliko
- Zeinab Bocvadze kot Ketevan Barateli
- Ketevan Abuladze kot Nino Barateli
- Edišer Giorgobiani kot Sandro Barateli
- Kahi Kavsadze kot Miheil Korešeli
- Merab Ninidze kot Tornike
- Nino Zaqariadze kot Elene Korešeli
- Nano Očigava kot Ketevan v otroških letih
- Boris Cipuria
- Akaki Hidašeli
- Leo Antadze kot Levan Antadze
- Rezo Esadze
- Mzia Mahviladze kot g. Mahazadze
- Amiran Amiranašvili